# Kūsankū
Kūsankū (公相君) eller med japansk läsning Kōshōkun, även känd som Kwang Shang Fu, född runt 1720 och död omkring 1790 i Kina, var en kinesisk stridskonstmästare belagt aktiv under 1700-talet. Han har namn om sig att ha haft inflytande på praktiskt taget all karateinspirerad budō.
Kūsankū lärde sig Wushu i Kina av en shaolinmunk.  Han anses ha varit bosatt (och antagligen studerat kampkonst) i Fujianprovinsen under större delen av sitt liv.  Runt 1756, sändes Kūsankū till Okinawa som militärattaché i en diplomatisk delegation om 36 familjer för Qingdynastin. Delegationen slog sig ner i byn Kanemura nära Naha och stannade i sex år.

## Elever
Under sin vistelse på Okinawa, hade Kūsankū ett fåtal elever, av vilka två är väl belagda. Chatan Yara (北谷屋良) (1740-1812) var den ene. Historien om hur det gick till, när han tog Sakukawa Kanga som elev, finns beskriven i boken "The Weaponless Warriors" av Richard Kim. Sakugawa tränade för Kūsankū i sex år. Efter det att Kūsankū lämnat Okinawa 1762, utvecklade Sakugawa katan Kushanku och namngav den till sin lärares ära.